# Ковши (Брестская область)
Ковши́ (бел. Каўшы) — деревня в Барановичском районе Брестской области Белоруссии. Входит в состав Городищенского сельсовета. Население — 5 человек (2023).

## География
Расположена в 18 км по автодорогам к северо-северо-западу от центра Барановичей, на расстоянии 14 км по автодорогам к юго-западу от центра сельсовета, городского посёлка Городище, у границы с Новомышским сельсоветом.

## История
В 1909 году — деревня Столовичской волости Новогрудского уезда Минской губернии, 14 дворов.
После Рижского мирного договора 1921 года — в составе гмины Столовичи Барановичского повета Новогрудского воеводства Польши. 
С 1939 года — в БССР, в 1940–62 годах — в Городищенском районе Барановичской, с 1954 года Брестской области. Затем — в Барановичском районе.
С конца июня 1941 года по июль 1944 года оккупирована немецко-фашистскими войсками. На фронтах войны погиб один односельчанин.
В 2013 году передана из упразднённого Гирмантовского сельсовета в Городищенский.

## Население
По состоянию на 1 января 2023 года в деревне проживало 5 человек в 3 хозяйствах, в том числе 0 моложе трудоспособного возраста, 3 — в трудоспособном возрасте и 2 — старше трудоспособного возраста. 
| Численность населения (по переписи) | Численность населения (по переписи) | Численность населения (по переписи) | Численность населения (по переписи) | Численность населения (по переписи) | Численность населения (по переписи) | Численность населения (по переписи) | Численность населения (по переписи) |
| 1897                                | 1909                                | 1921                                | 1959                                | 1970                                | 1999                                | 2009                                | 2019                                |
| ----------------------------------- | ----------------------------------- | ----------------------------------- | ----------------------------------- | ----------------------------------- | ----------------------------------- | ----------------------------------- | ----------------------------------- |
| 86                                  | ↗93                                 | ↗189                                | ↘62                                 | ↘36                                 | ↘10                                 | ↘7                                  | ↘4                                  |